# Wody płodowe
Wody płodowe, płyn owodniowy – płyny zawarte w błonach płodowych. Zapewniają one środowisko dla rozwijającego się organizmu, amortyzują, zapewniają swobodę ruchów, chronią płód przed silnymi bodźcami ze świata zewnętrznego oraz przed wahaniami temperatury i biorą udział w transporcie i wymianie substancji odżywczych.
Mechanizm powstawania płynu owodniowego jest nie do końca poznany. U człowieka do struktur produkujących i resorbujących płyn owodniowy należą owodnia, pępowina, skóra, nerki, płuca i przewód pokarmowy. Przenikanie wód płodowych zapewniają parametry ph 8,4–8,9 oraz redox −69. Objętość płynu owodniowego w 9. tygodniu ciąży wynosi 5–10 ml i zwiększa się do 34. tygodnia ciąży (800 ml). Następnie objętość płynu owodniowego zmniejsza się do 600 ml w 40. tygodniu ciąży.
Zaburzenia wytwarzania i wchłaniania płynu owodniowego powodują wystąpienie nieprawidłowej jego objętości:
- wielowodzie – zwiększenie objętości ponad 2000 ml,
- małowodzie – zmniejszenie objętości poniżej 100 ml[2].

Płyn otaczający dziecko powstaje z płynów ustrojowych matki i płodu. Podlega on ciągłym procesom wymiany, dlatego jest zawsze świeży. Jego całkowita wymiana następuje w ciągu dwóch godzin. W jego skład wchodzą: elementy komórkowe z owodni i płodu, białka, tłuszcze, hormony, aktywne enzymy.